# 中国人民解放军第四军
中国人民解放军第4军，1949年2月由西北野战军第四纵队改编，全军约1.9万余人。主要是陕北本地革命武装发展而来。隶属于第一野战军第二兵团。参加主要战役战斗28次。

## 历史
1947年9月21日，在陕西省栒邑县组建西野第四纵队。王世泰任司令员,张仲良任政治委员, 阎揆要任副司令员兼参谋长，杨健任副参谋长，李宗贵任政治部主任，共三个旅（师）六个团，九千六百四十五人。辖
- 警备第1旅：1939年12月以绥德警备司令部为基础组建，下辖警备第3团、警备第8团。1940年底兼关中分区，驻铜川照金，长期驻防关中地区。1941年8月成立关中警备司令部兼警一旅，旅长文年生，政委习仲勋。警一旅第1团由718团改编，边保3、4团合编为警一旅第2团，边保1、3团合编为警一旅第3团。1944年10月到1945年2月旅长文年生带旅直大部分和警一旅1、2团南下，后调归冀察热辽第八纵队。1944年9月，重建陕甘宁留守兵团警备第1旅，王世泰任旅长；后高锦纯任旅长、左爱任政委,副旅长刘懋功，参谋长李振华，政治部主任胡友之；各县保安大队整编为警1团、警2团（关中保安纵队的新宁、新正两个保安大队）和原来的警3团。1945年8月21日改称陕甘宁晋绥联防军警备第1旅。1947年3月辖警备第1,2,3团共计4251人。1947年9月辖第2团（500多人）、第3团。
- 警备第3旅：原有第五、七、八团。第八团一直驻守三边，主要任务是抗击马鸿逵部队和防止伊盟。八团在与马鸿逵部对峙时，被马鸿逵以优势兵力打垮，大伤元气，不得不重新组建，仍旧留守三边；七团在保卫延安战斗中一直跟随彭德怀作战，经过几次打抗击，人员伤亡很大，后又全团得了伤寒病，在子午岭休养了几个月，直到纵队成立后才归建，但战斗力也大大削弱了。只有七团保持了战斗力。旅长黄罗斌，政治委员高维嵩，参谋长刘殿英，政治部主任刘昌汉。
- 骑兵第6师：1946年10月12日陕北横山起义的部队编为西北民主联军骑兵第6师，师长胡景铎，政委兼政治部主任范明，政治部副主任师源。1947年9月底编入四纵时，师长胡景铎，政治委员李宗贵（兼），副师长杨拯民，参谋长张涛，政治部主任师源，人员仅有一千人。第一团团长张亚雄。虽然划归四纵队，实际上仍由西北局直接领导。直至西府战役以后才归建。后经整顿缩编成一个团，即十师二十八团，团长张亚雄。原师部领导和机关干部另行分配工作。

纵队成立后，参加黄龙战役，克白水、韩城、郃阳、宣川等县城。1947年11月,进至横山县边家河一带，收复三边分区的宁梁、安边等地。1947年12月在安塞县华子坪、侯家河一带休整，开展诉苦运动、新式整军，此时纵队计有兵力9645人。1948年2月,参加宜川战役，毙伤俘整编第29军2000余人。1949年4月中旬至5月中旬，参加西府陇东战役，在扶风至青化镇的西兰公路沿线抗击西援宝鸡之裴昌会兵团的五个整编师十一个半旅，尽管后来增加了六纵新四旅和二纵独六旅，阻援失败。后在镇原县以东屯子镇、子午岭接应西野六纵教导旅突围、掩护西野主力向东转移。 
1948年8月至11月,参加澄郃战役、荔北战役和冬季战役。
1949年1月，编入警备第4旅。警四旅是1947年12月陕甘宁晋绥联防军司令部决定以直属第一（延属）军分区兼警备第四旅，辖第十团（独三团改称）、十一团（独四团改称）。1948年4月，黄龙支队一千多人在白马滩安河村整编为第十二团，团长王根法，政委史建堂/萧炳功，营长分别是史景林、宜呈荣、姚金山。1948年4月22日收复延安后，延属军分区兼警四旅所属的边区保安处保安团、一团和黄龙军分区所属三个团在1948年5月13日整编为警四旅。延属军分区司令员白寿康任副旅长；原黄龙军分区司令员牛书申兼任政委；三边前线的郭宝珊调来任旅长，副政治委员刘秉温，参谋长夏飞，政治部主任秦武山，旅保卫科长郝苏。全旅共约7000人左右。
- 第十团：团长雷治启、政委薛志仁、副团长张文秀。黄龙军分区二十二团、二十三团合编为警备四旅十团。
- 第十一团：团长刘冠生、政委高桂庭、副团长王巨才；延属军分区兼警四旅的原来的第十团改称。高善祥游击队四百二十六人改编为第一营。（安）塞西支队编为二营，安塞二区游击队扩充为三营。
- 第十二团：团长刘三元（359旅老营长）、政委刘镇、政治处主任肖秉公。延属军分区兼警四旅的原来的第十一团整编为第一营。甘泉独立营共400余人改编为警备四旅第十团第二营，营长李仲堂，教导员张占山。1948年10月，延属各游击支队又抽三百人，编为一个营，补入警四旅十二团作为第三营。

延属军分区兼警四旅的原来的第十二团改为四纵独立团。1948年6月,陕甘宁晋绥联防军区命令陕甘宁边区保安处副处长李启明兼任第一军分区司令员,重新组成新的第一军分区。
1949年2月整编时，王世泰任军长、张仲良任政治委员、孙超群任副军长、朱辉照任副政治委员兼政治部主任、张文舟任参谋长，刘护平任政治部副主任，王国瑞任后勤部长
- 第10师：警备第1旅与骑兵第6师1个团合编，全师4800人。高锦纯任师长,左爱任政治委员
  - 第28团：骑兵第六师第一团改编。1952年9月全团1900余人转为工程部队。
  - 第29团：1952年9月一营编为第11师33团3营，2营编为第11师高炮营，3营编为第30团炮兵营；团直属队465人由团长王巨才、政委白志英率领开赴陕西泾阳，组建炮兵第10师第3团。后改为高炮66师师部、第一集团军高炮旅旅部
  - 第30团：警1旅警3团改编。原警1团改为30团3营。在扶眉战役中被第二兵团授予“能攻能守英雄团”称号，在兰州战役中被第—野战军授予“长攻善守英雄团”称号。1952年9月团长李有一、政委秦茂芳率领该团编入第11师仍称第30团。
- 第11师：警备第3旅改编。郭炳坤任师长,高维嵩任政治委员
- 第12师：警备第4旅与骑兵第6师(缺1个团)合编。郭宝珊任师长,李宗贵（即李赤然）任政治委员。1952年9月第12师改编为公安第20师。

1949年2月下旬至3月中旬,参加春季战役。1949年5月中旬，参加陕中战役。1949年6月中旬抗击敌军向西安城的反扑。1949年7月中旬,参加扶眉战役。1949年8月25日参加兰州战役。1949年9月初第12师警备兰州城，军主力于9月19日进驻武威。1949年10月调往临洮、临夏地区剿匪、建政。军部驻临洮县城，十师驻康乐县，十一师驻临夏州府，十二师驻辛店镇。十二师三十五团驻广河县，团部设在县城南门堡子山上。
1952年9月，撤销第4军番号。军部改编为设在上海大场的中央军委城防高射炮兵学校，第10师师部和师直连队835人由师长葛海洲、政委張午率领开赴陕西泾阳，于1953年7月6日正式组建炮兵第10师师部，下属部队编入步兵第11师，10师30团编为11师30团，原11师33团分散充实到师直和31、32团，撤销了33团番号；4军炮训团编为11师炮兵团；第12师改编为公安第20师。
1988年12月5日，兰州军区党委批复11师为“红军师”。31团（长攻善守英雄团）、32团（勇猛顽强英雄团）、33团为红军团。